# 9967 Awanoyumi
9967 Awanoyumi è un asteroide della fascia principale. Scoperto nel 1992, presenta un'orbita caratterizzata da un semiasse maggiore pari a 2,5849689 UA e da un'eccentricità di 0,1707516, inclinata di 8,59128° rispetto all'eclittica.